# Réseau Baana d'Helsinki
Le réseau Baana (finnois : Helsingin baanaverkko) est un projet de construction de pistes cyclables dans le Grand Helsinki en Finlande.

## Présentation
Le premier tronçon Länsisatama–Kansalaistori du réseau, est long de 1,3 km et a été ouvert au public en 2012.
C'est la voie Baana reliant le centre ville d'Helsinki à Ruoholahti.
En 2023, le tunnel de Kaisa prolongera la Baana jusqu'au parc de Kaisaniemi et l'Itäbaana.
L'objectif de la ville est d’augmenter la part des trajets en vélo de 10% à 15% d’ici 2020.
La longueur planifiée du réseau est de 130 kilomètres.

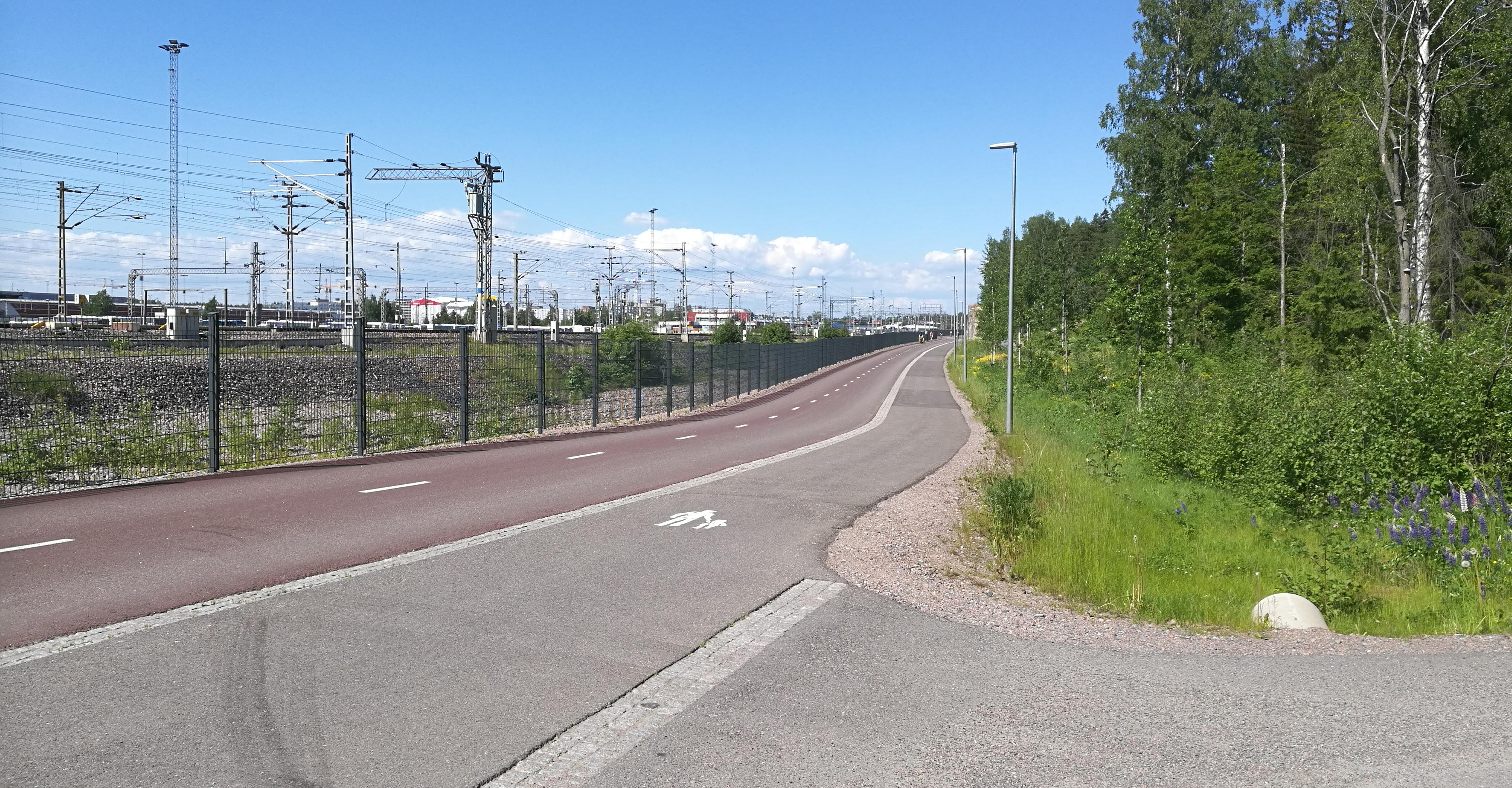
La baana nord.